# Belleray
Belleray ist eine französische Gemeinde mit 486 Einwohnern (Stand: 1. Januar 2022) im Département Meuse in der Region Grand Est (vor 2016: Lothringen). Die Gemeinde gehört zum Arrondissement Verdun, zum Kanton Verdun-2 und zum Gemeindeverband Communauté d’agglomération du Grand Verdun. Die Einwohner werden Bellerois genannt.

## Geografie
Belleray liegt etwa drei Kilometer südlich des Stadtzentrums von Verdun an der Maas (frz.: Meuse). Umgeben wird Belleray von den Nachbargemeinden Verdun im Westen und Norden, Haudainville im Osten, Dugny-sur-Meuse im Süden sowie Landrecourt-Lempire im Südwesten. 

## Bevölkerungsentwicklung
| Jahr                       | 1962 | 1968 | 1975 | 1982 | 1990 | 1999 | 2006 | 2019 |
| Einwohner                  | 281  | 280  | 379  | 510  | 513  | 439  | 423  | 525  |
| Quellen: Cassini und INSEE |      |      |      |      |      |      |      |      |

## Sehenswürdigkeiten
- Kirche Saint-Paul aus dem 18. Jahrhundert
- französischer Soldatenfriedhof

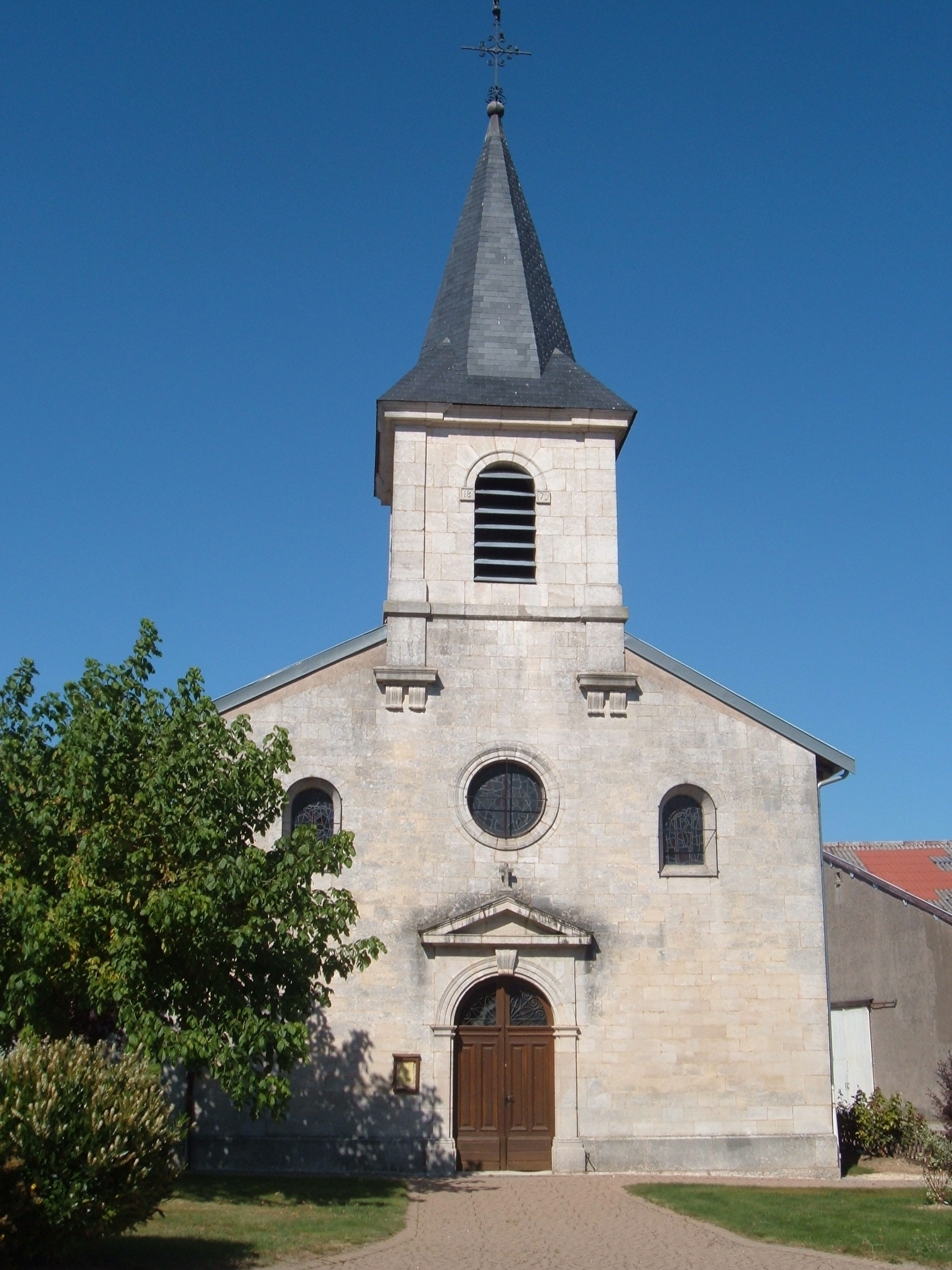
Kirche Saint-Paul
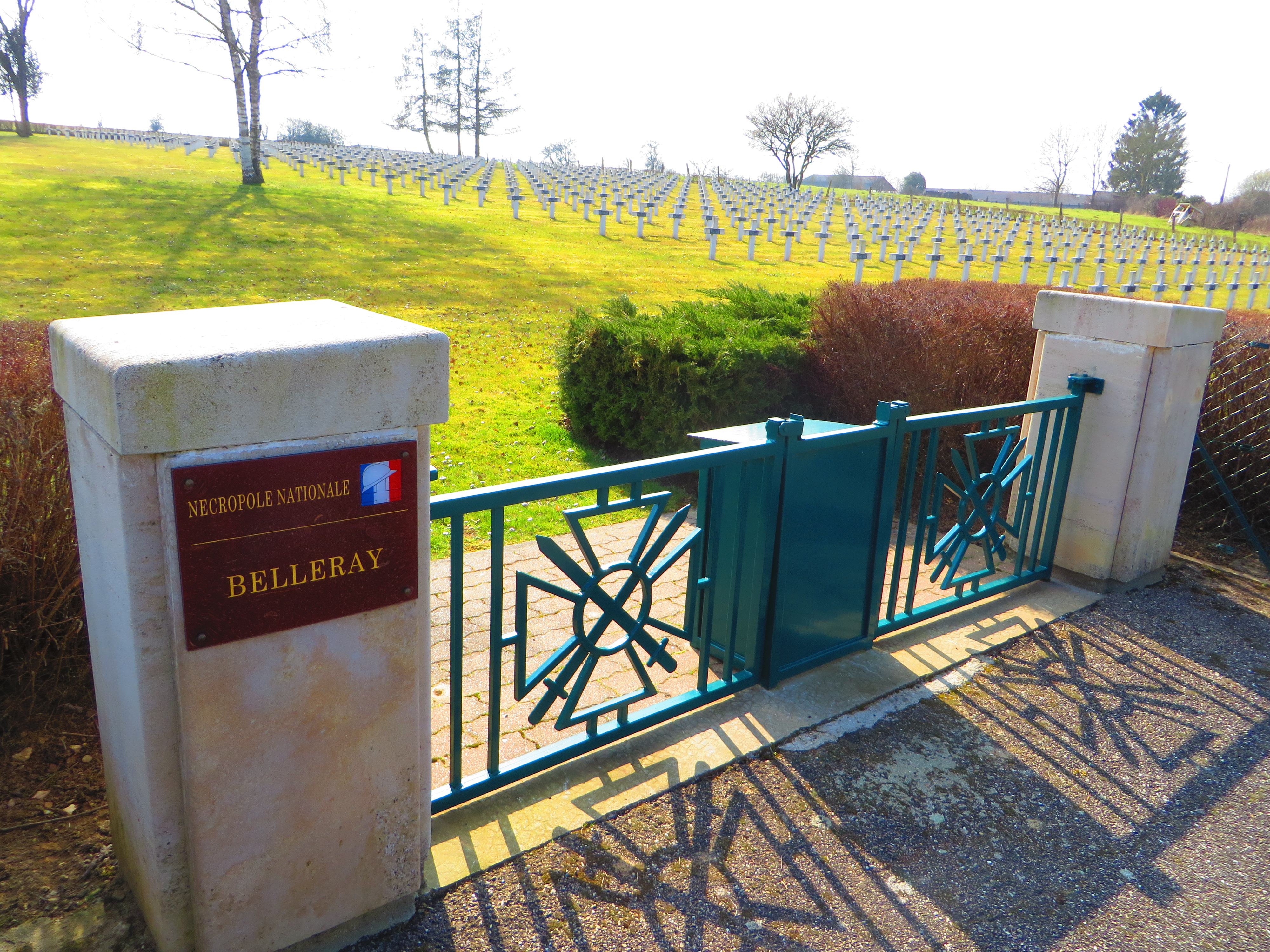
Französischer Soldatenfriedhof